# Suécia durante a Primeira Guerra Mundial
Este período compreende o tempo em que decorreu a Primeira Guerra Mundial, que foi de 1914-1918.
A Suécia, assim como a Dinamarca e a Noruega, declarou-se neutra face ao conflito da Primeira Guerra Mundial.

As eleições parlamentares de 1917, foram vencidas pelos liberais e pelos social-democratas, que formaram um governo de coligação, iniciando assim a democracia na Suécia.

## Cronologia
- 1914 – Declaração de Neutralidade da Suécia[1]
- 1917 – Manifestações de esfomeados[3]
- 1917 – Implantação da democracia na Suécia[carece de fontes?]

## Monarcas da Suécia: 1914-1918

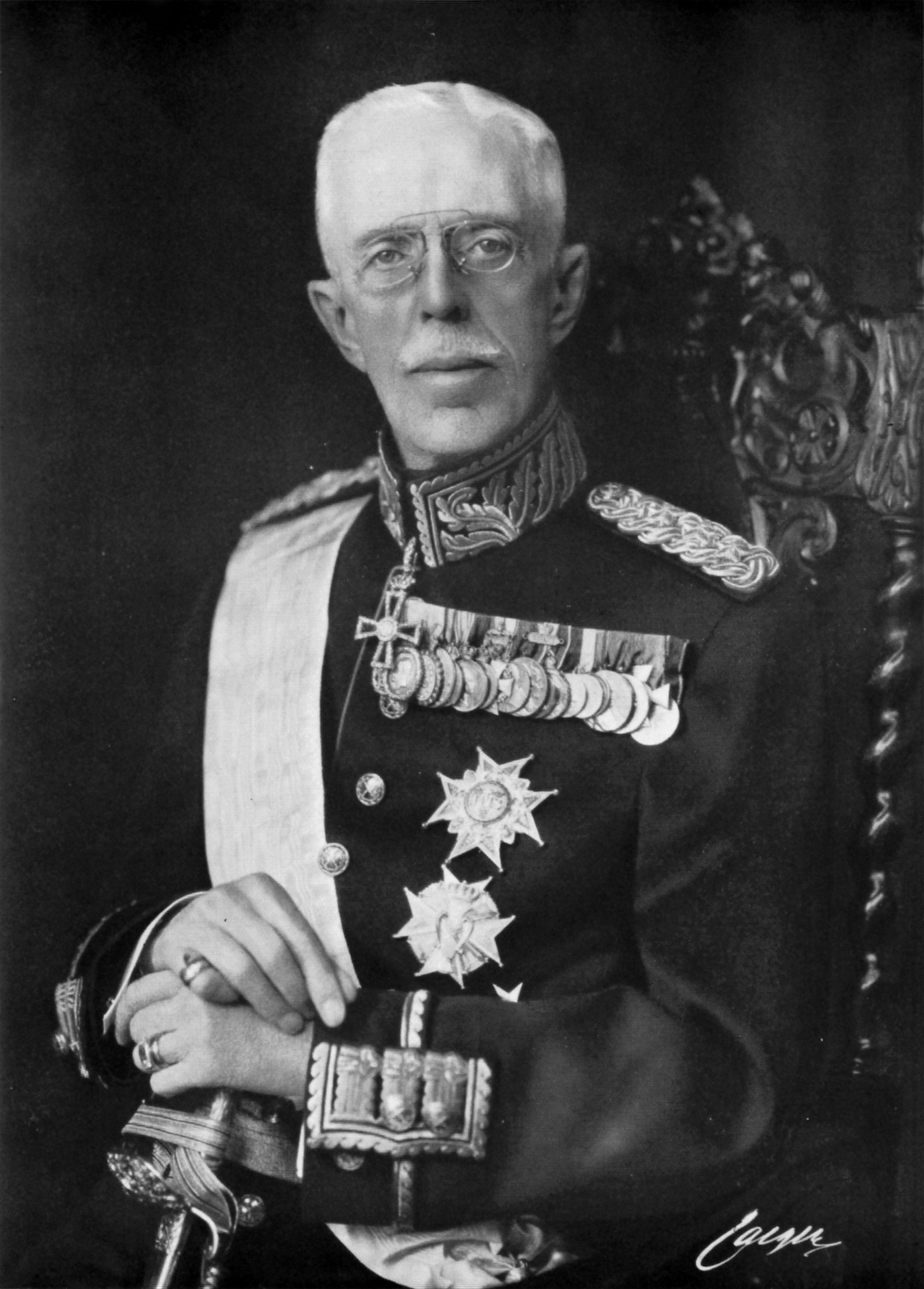
1907-1950 Gustavo V

## Primeiros-ministros da Suécia: 1914-1918

1914-1917 Hjalmar Hammarskjöld
1917-1917 Carl Swartz
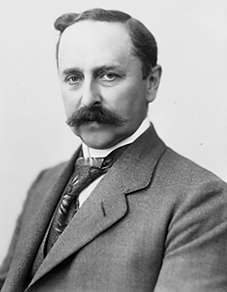
Nils Edén 1917-1920